# 印度國家男子籃球隊
印度國家男子籃球隊是代表印度參加比賽的國家籃球隊。

## 表現

### 奧運會紀錄
- 1980: 12

### 世界錦標賽記錄
尚未參賽過

### 亞洲錦標賽
- 最佳成績: 1975 : 第4名
- 最差成績: 2021 : 第16名

### 亚洲盃
- 最佳成績: 2007、2014、2016 : 第7名
- 最差成績: 2003 : 第9名

## 外部連結
- 官方網站

1. ↑  . FIBA. 2025年2月25日  [2025年2月25日].